# Woodward & Lothrop
Woodward & Lothrop was een Amerikaanse warenhuisketen met het hoofdkantoor in Washington D.C.
In 1887 was het het eerste warenhuis in de hoofdstad. Woodies, zoals het bedrijf vaak werd genoemd, had winkels in de Midden-Atlantische staten. De vlaggenschipwinkel in het centrum van Washington D.C. was een begrip in het winkelgebied en concurreerde met Garfinckels. Tijdens zijn bestaan nam het concurrent Palais Royal over. In januari 1994 vroeg de keten het faillissement aan en werd in november 1995 geliquideerd. De meeste vestigingen werden verkocht aan J.C. Penney of The May Department Stores Company. Het vlaggenschipgebouw is een historisch monument in Washington D.C. en werd het middelpunt van controverse als gevolg van verschillende visies voor de stedelijke vernieuwing van de stad na de teloorgang van de keten. Ook het voormalige magazijn in het noordoosten van de stad staat op de monumentenlijst.

## Geschiedenis

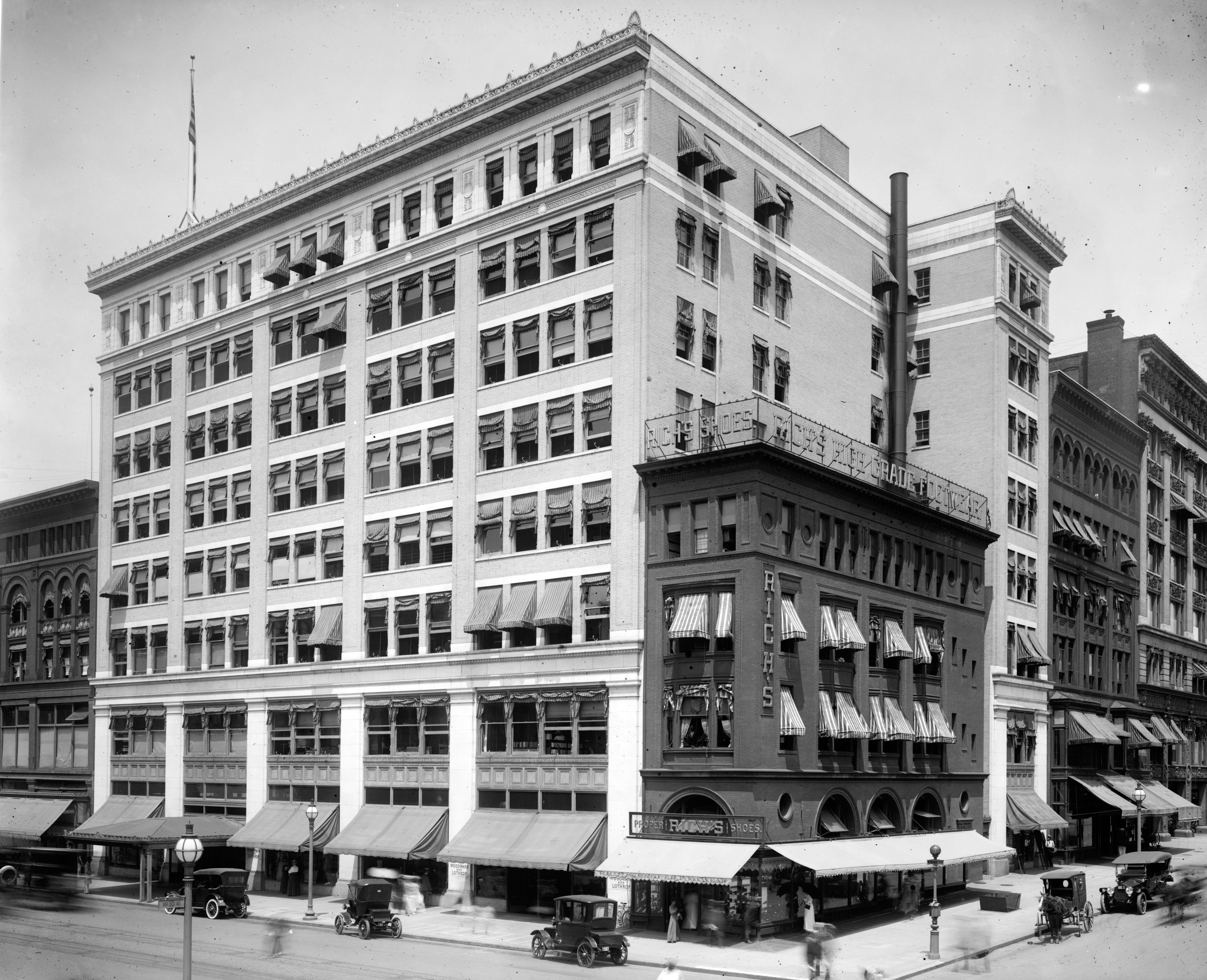
De Woodward & Lothrop-winkel in Washington, DC rond 1910

Samuel Walter Woodward (1848 – 2 augustus 1917) en Alvin Mason Lothrop (1847–1912) openden in 1873 een winkel in texteilwaren in Chelsea, Massachusetts, en hadden daarnaast meerdere winkels in de omgeving van Boston. In samenwerking met Charles E. Cochrane verhuisden ze op 8 februari 1880 naar Washington.  Jarenlang kende het warenhuis begin februari een 'Founders Day Sale' om de verhuizing te herdenken.
Woodward, Lothrop & Cochrane opende haar deuren op 705 Market Space (nu het United States Navy Memorial) op de kruising van Pennsylvania Avenue en 7th Street N.W., in het winkelgebied in het centrum van Washington, D.C. De eerste winkel was zo succesvol dat ze binnen een jaar verhuisden naar een grotere locatie op 921 Pennsylvania Avenue. Na de overstroming in 1886 verhuisden ze opnieuw naar de hoek van 11th Street en F Street N.W. Woodward en Lothrop kochten het aandeel van Cochrane in het partnerschap, en de nieuwe winkel werd omgedoopt tot Woodward & Lothrop.
Woodies breidde zich na de Tweede Wereldoorlog uit naar winkelcentra in de buitenwijken, maar de eigenarenfamilies waren tegen snelle expansie en besloten te fuseren, waardoor de keten langzaam groeide. In de jaren 1980 werd het bedrijf het doelwit van overnamepogingen. In februari 1984 verzette het zich tegen een leveraged buyout door Ronald Baron, maar accepteerde een bod van $277 miljoen van de Detroitse winkelcentrummagnaat A. Alfred Taubman later dat jaar.

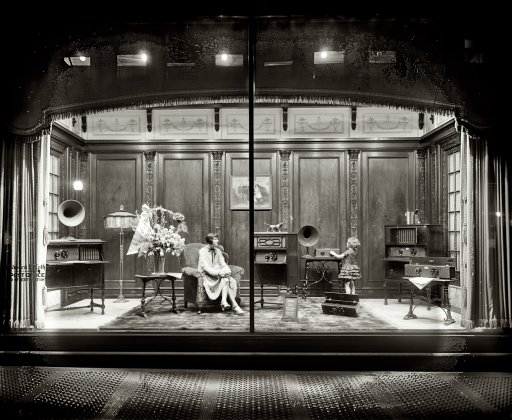
Etalage van de vlaggenschipwinkel van Woodward & Lothrop in Washington, DC rond 1928

Maar Taubman had door zijn overnames in de jaren 1980, waaronder de in Philadelphia gevestigde warenhuizen Wanamaker's in 1986, het veilinghuis Sotheby's en diverse  vastgoed, aanzienlijke schulden opgebouwd. De recessie van begin jaren 1990 was weliswaar mild, maar had een onevenredig grote impact op de vastgoedsector en de detailhandel in warenhuizen. Ook de regio Groot-Washington had te maken met sterke bezuinigingen op defensie-uitgaven na het einde van de Koude Oorlog, wat leidde tot een verlies aan consumentenvertrouwen.
Woodward & Lothrop, Inc. vroeg op 18 januari 1994 uitstel van betaling aan, met een totale activa van $ 608 miljoen en totale passiva van $ 659 miljoen. Drastische kostenbesparingen en hogere verkoopcijfers konden het bedrijf echter niet weer winstgevend maken. De keten, inclusief dochteronderneming John Wanamaker, werd geliquideerd. Op 21 juni 1995 werden zeven van de resterende Woodward & Lothrop-locaties verkocht aan J.C. Penney en de rest inclusief de Wanamaker-locaties werden verkocht aan May Department Stores Company. In november 1995 waren alle Woodies-winkels na eenopheffingsuitverkoop definitief gesloten.

## Vlaggenschipwinkel

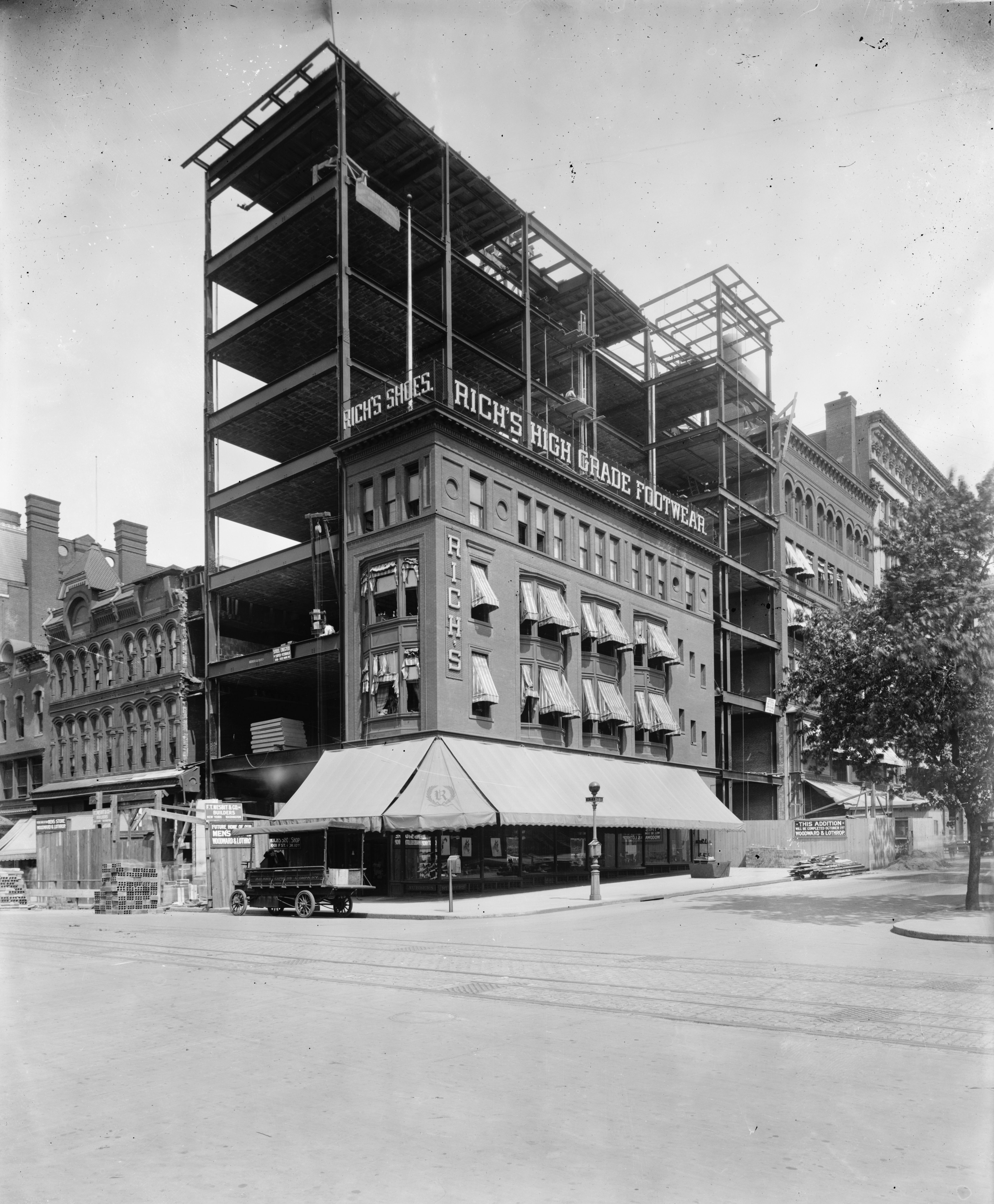
Vlaggenschipwinkel van Woodward & Lothrop in aanbouw in Washington, DC

Kort nadat Woodward & Lothrop in 1887 naar het historische Carlisle-gebouw verhuisde, werd het bedrijf te klein en begon het uit te breiden door de aangrenzende panden te kopen. In 1897 besloeg het bijna het hele blok, omringd door de 10th Street, 11th Street, F-Street en G-Street. In 1898 en 1902 werden de gebouwen gerenoveerd en kregen ze een nieuwe voorgevel aan de G-Street, ontworpen door Henry Ives Cobb. In 1912 en 1913 werden er twee verdiepingen aan toegevoegd en in 1925 werd er nog een gebouw aangebouwd.
Het gebouw kreeg zijn definitieve vorm in 1927. Het telt tien verdiepingen en had ooit meer dan 37.000 m²   winkelruimte. De buitenkant was versierd met gietijzer en glas-in-loodaccenten met bloemmotieven en het Woodward & Lothrop-monogram . In 1964 werd het tot historisch monument van Washington D.C. verklaard.

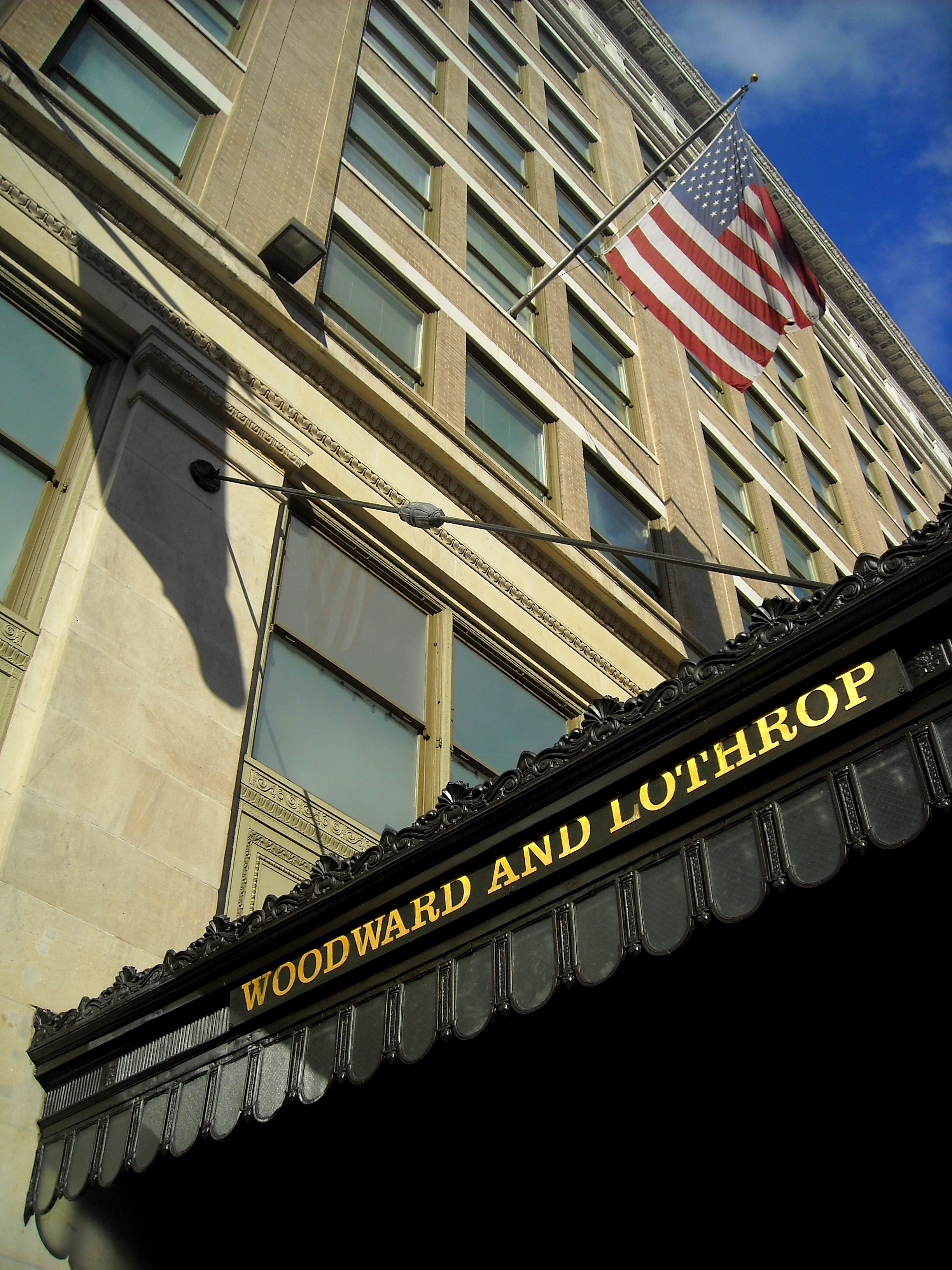
Woodward & Lothrop-ingangsbord van de voormalige vlaggenschipwinkel in Washington, DC (2008)

De winkel huurde in de jaren 1980 de architect Michael Graves in om de winkelvloer opnieuw te ontwerpen. Hij verwerkte daarbij de kenmerkende W&L-monogramplaquettes van het bedrijf op de zuilen.
Na de liquidatie van de winkelketen stond de winkel leeg terwijl projectontwikkelaars en stadsbestuurders debatteerden over de toekomst ervan. De stad lobbyde eerst om de locatie te heropenen als Macy's, maar de eigenaar van Macy's, Federated Department Stores (nu Macy's Inc ), was het daar niet mee eens. De ruimte was te groot, moest gerenoveerd worden en lag in het centrum van Washington, waar het aantal winkels ten opzichte van de voorsteden was afgenomen. Uiteindelijk kocht de Washington National Opera het gebouw in 1996 voor 18 miljoen dollar, met als doel het te laten renoveren tot een nieuwe thuisbasis.
Helaas bleken de kosten voor het ombouwen van de winkelruimte tot operagebouw behoorlijk hoog: $ 200 miljoen. Het bleef leeg staan tot 1999, toen het voor $ 28,2 miljoen werd verkocht aan projectontwikkelaar Douglas Jemal. Buurtactivisten wilden dat Jemal het gebouw zou ombouwen tot een gemengd gebruiksdoel, met onder meer kunstruimte, restaurants, woningen en winkels. Jemal wilde het echter liever gebruiken voor zowel kantoor- als winkelruimte. De District of Columbia Zoning Commission wees Jemals voorstel af en het gebouw bleef nog twee jaar leeg staan.
Uiteindelijk keurde de Commissie in 2001 het plan voor detailhandel en kantoren goed (op voorwaarde dat Jemal op een andere locatie woningen zou bouwen) en kon de renovatie beginnen. Het gebouw werd in 2003 na bijna tien jaar heropend. De Zweedse kledingketen Hennes & Mauritz (H&M) was de eerste grote huurder.

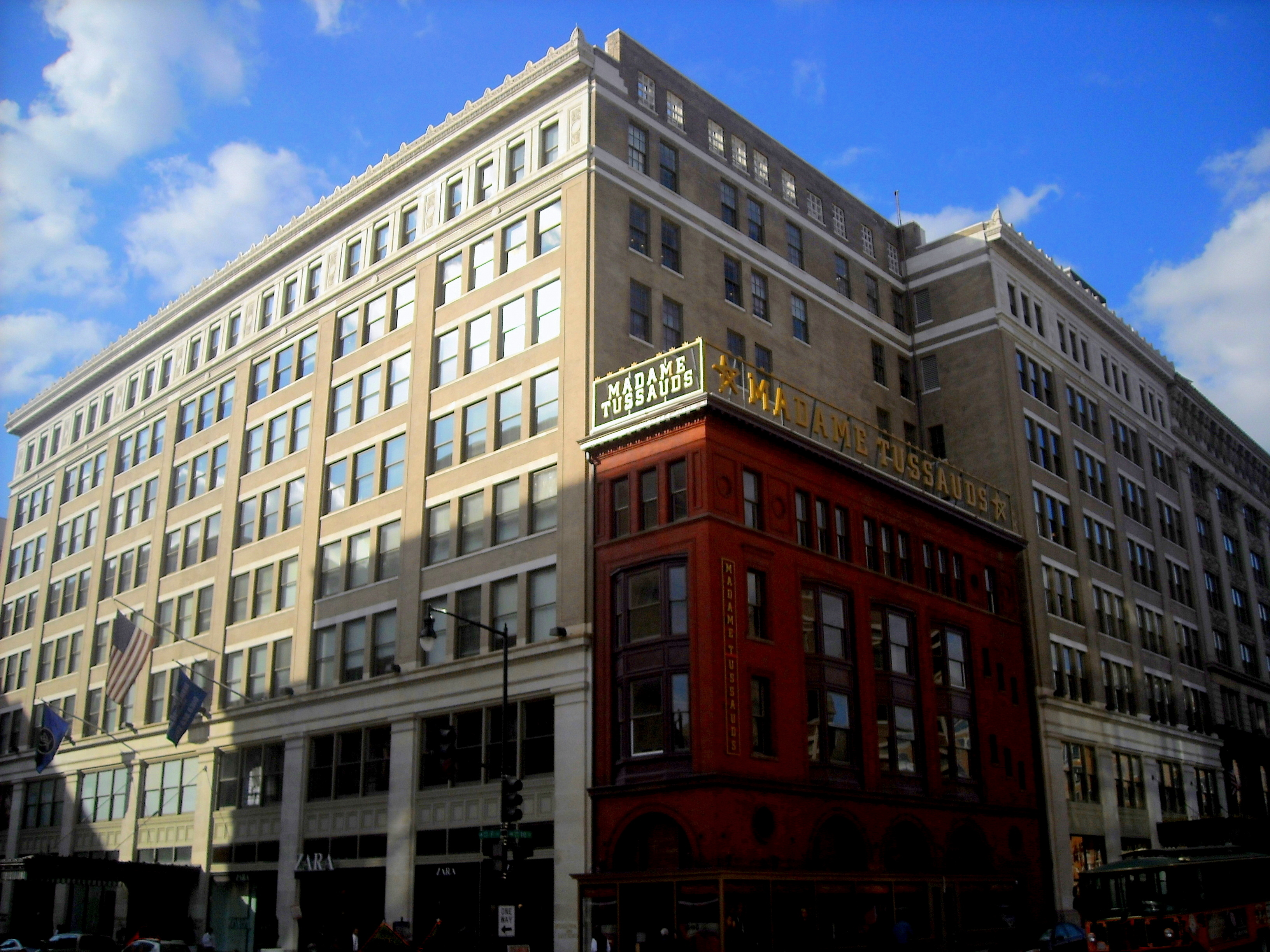
Madame Tussauds is verhuisd naar het aangrenzende Rich's Shoes-gebouw, op de hoek van 10th Street & F Street, 2007.

Op 29 januari 2004 brak er brand uit in het gebouw. Kort voor 22.00 uur rukte de brandweer uit voor een zware brand aan de kant van 10th Street. Na twintig minuten was het vuur grotendeels geblust. De oorzaak bleek een ongeluk te zijn, waarschijnlijk veroorzaakt door een plintverwarmingstoestel.
Op 21 augustus 2007 opende meubel- en huishoudelijke artikelenwinkel West Elm haar deuren in het gebouw. Ook in 2007 werd er een Zara met drie verdiepingen geopend, terwijl het wassenbeeldenmuseum Madame Tussauds werd geopend in het aangrenzende Rich's Shoes-gebouw. 
Naast de winkel in het centrum van Washington werd in 1993 ook het voormalige Woodward &amp; Lothrop Service Warehouse op M Street 131, Northeast, uitgeroepen tot historisch monument van Washington D.C. Dit gebouw is een voorbeeld van de Streamline Moderne-architectuur en werd in 2005 toegevoegd aan het National Register of Historic Places.